# Centre du Maranhão

Étendue de la région du centre du Maranhão.

Le centre du Maranhão est l'une des 5 mésorégions de l'État du Maranhão, au Brésil. Elle regroupe 42 municipalités groupées en 3 microrégions.

## Données
La région compte 882 190 habitants pour 54 113 km2.

## Microrégions
La mésorégion du centre du Maranhão est subdivisée en 3 microrégions:
- Alto Mearim e Grajaú
- Médio Mearim
- Presidente Dutra